# Fortezza di Samuele (Ocrida)
La fortezza di Samuele (in macedone Самуилова тврдина?, in bulgaro Самуилова крепост?) è una fortezza nella città vecchia di Ocrida, in Macedonia del Nord. Ocrida fu la capitale del primo impero bulgaro durante il governo dello zar Samuele di Bulgaria all'inizio dell'XI secolo. Oggi, questo monumento storico è un'importante attrazione turistica ed è stato ampiamente restaurato nel 2003 con l'aggiunta di merlature completamente nuove delle quali nessuna era sopravvissuta.
Secondo recenti scavi di archeologi macedoni, si sostiene che questa fortezza sia stata costruita sul luogo di una precedente fortificazione, datata IV secolo a.C., che fu probabilmente edificata dal re Filippo II di Macedonia. Durante la fine del 900 d.C., il re Samuele di Bulgaria restaurò la fortezza ricostruendola in una roccaforte in stile medievale che si erge ancora com'è tutt'oggi.

## Galleria d'immagini

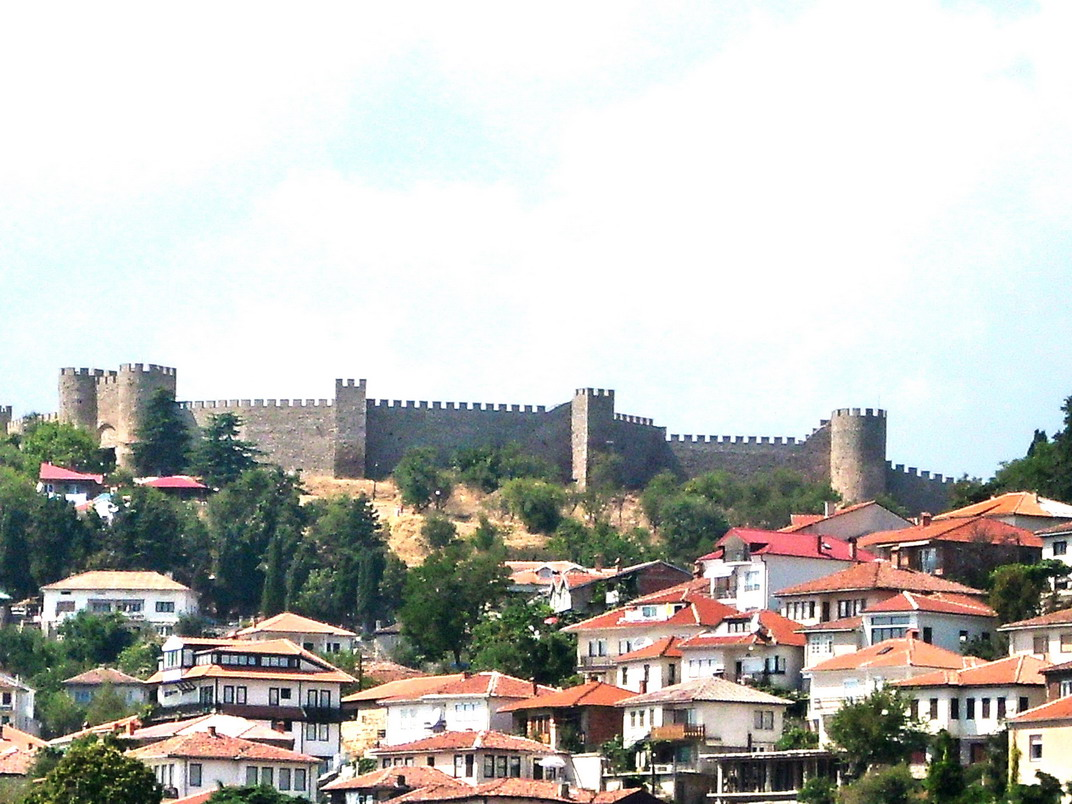
La fortezza di Samuele sopra la città vecchia di Ocrida
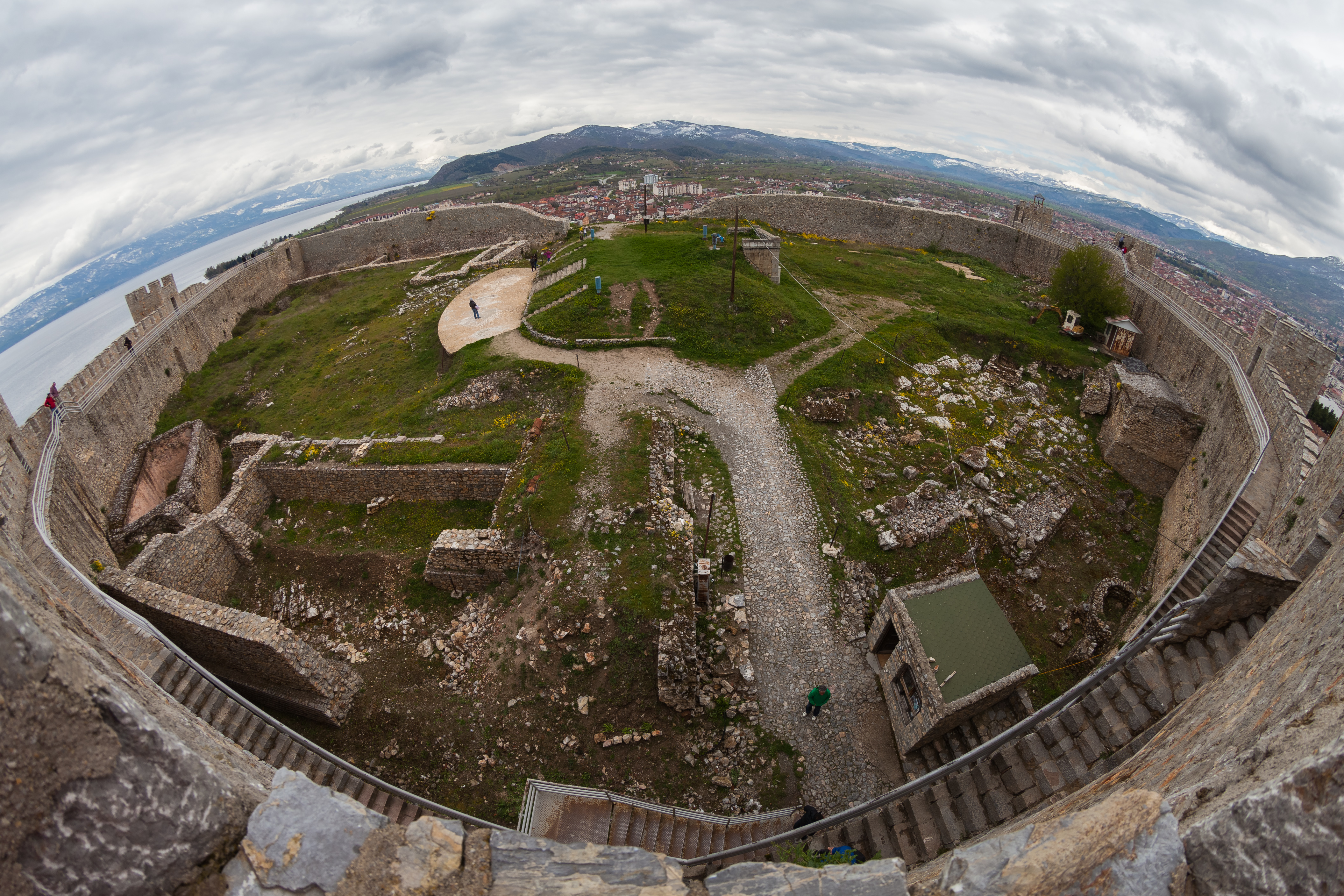
Interno della fortezza
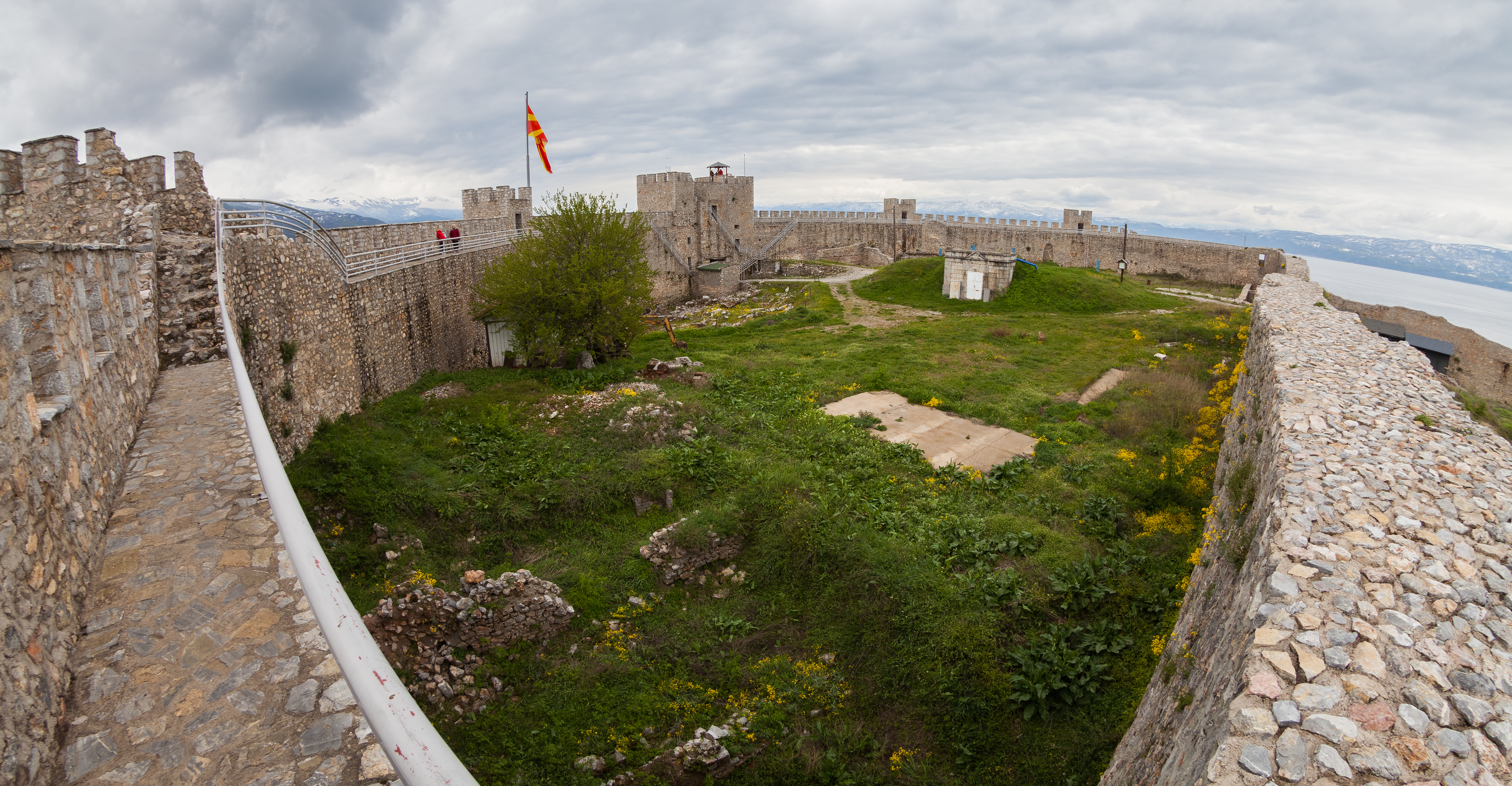
Interno della fortezza
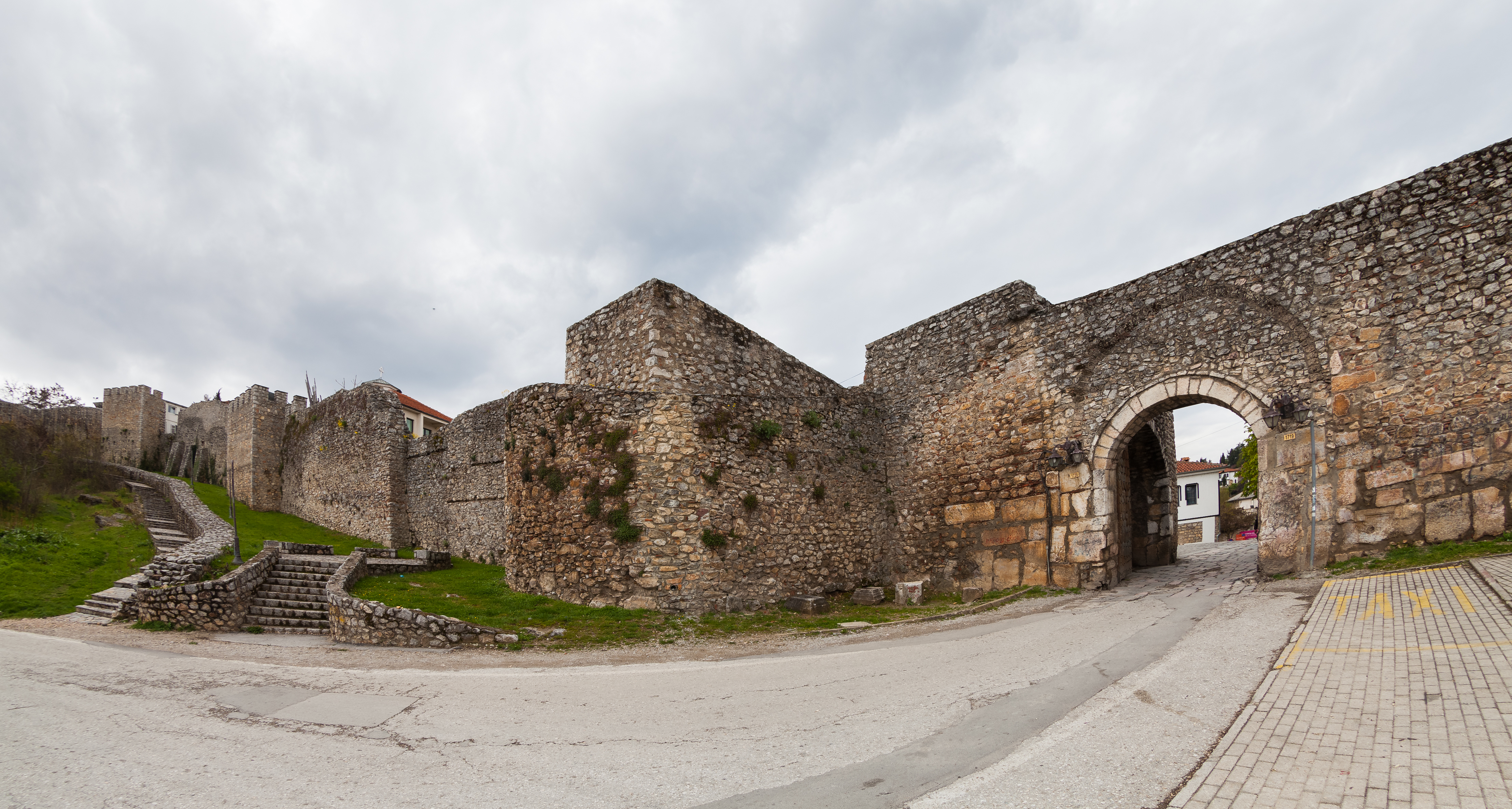
Porta Superiore della Fortezza
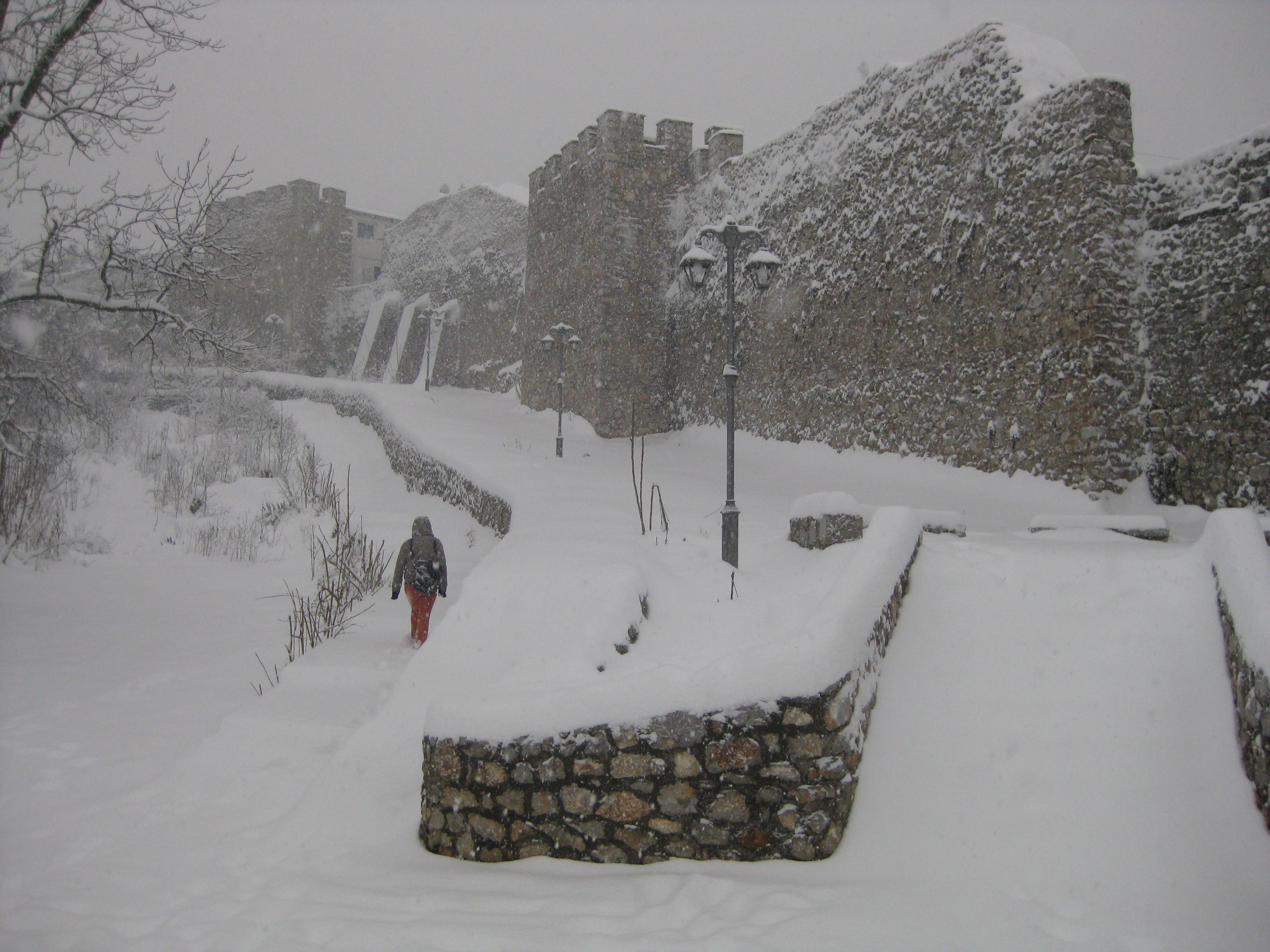
Muraglia della fortezza in inverno
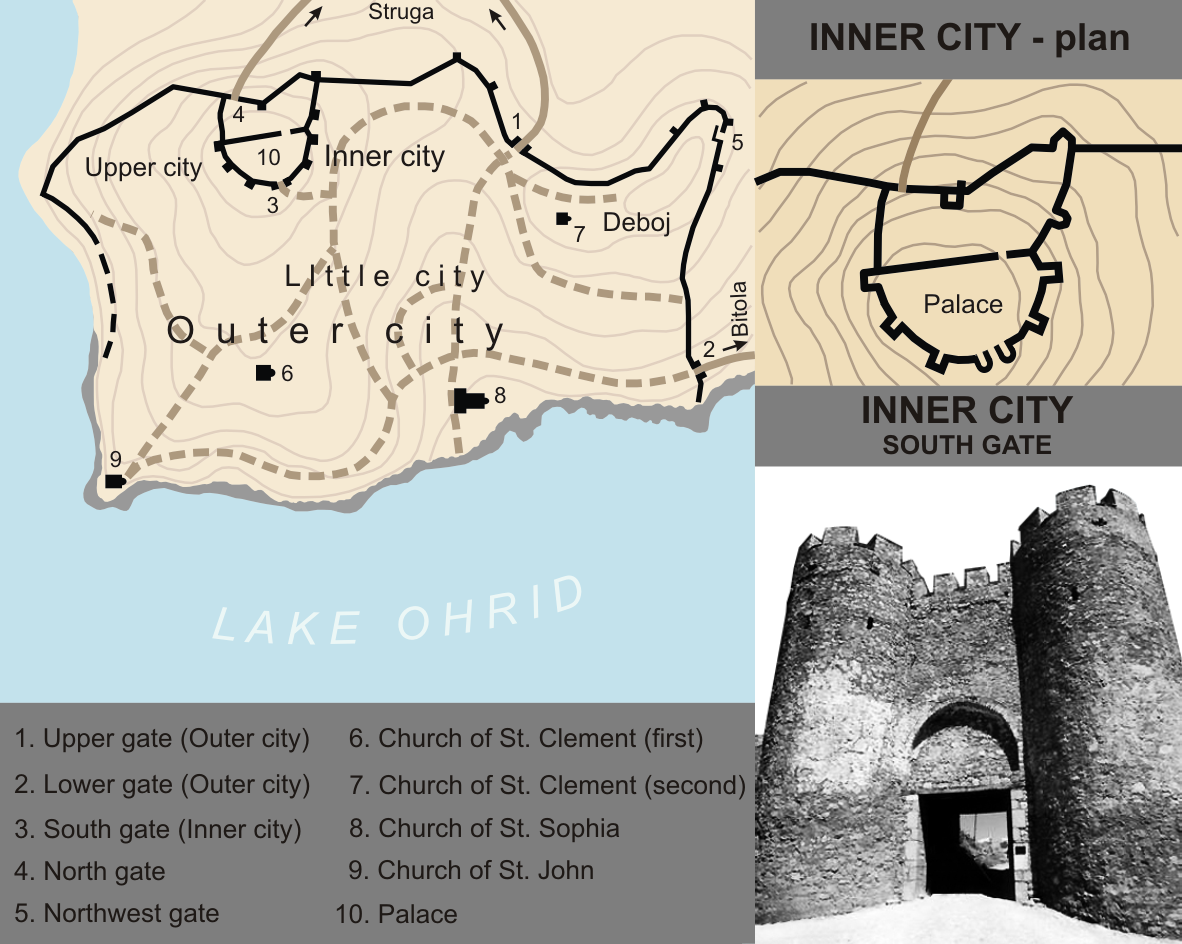
Mappa della Fortezza di Samuele
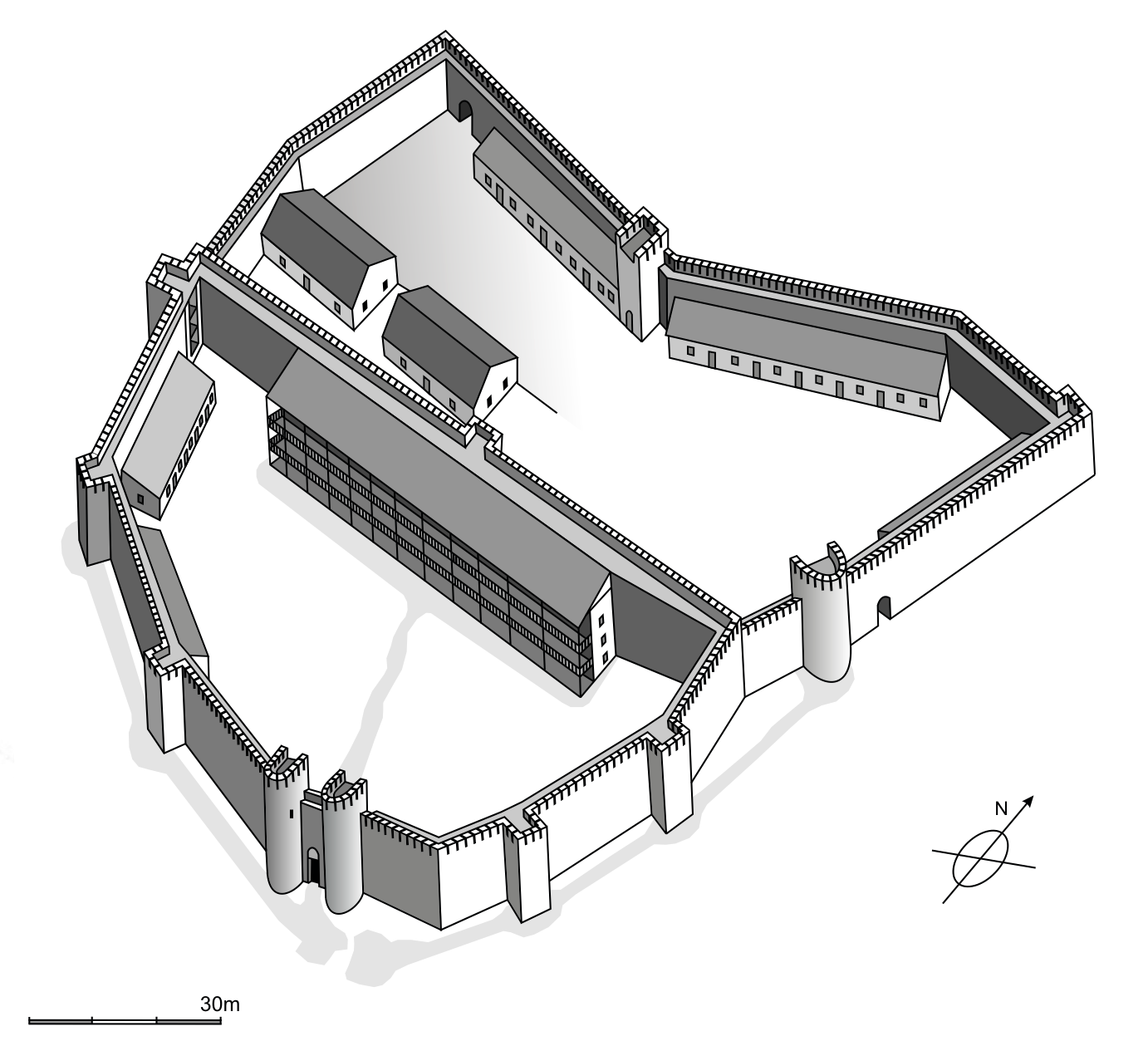
Castello di Samuele a Ocrida, ricostruzione
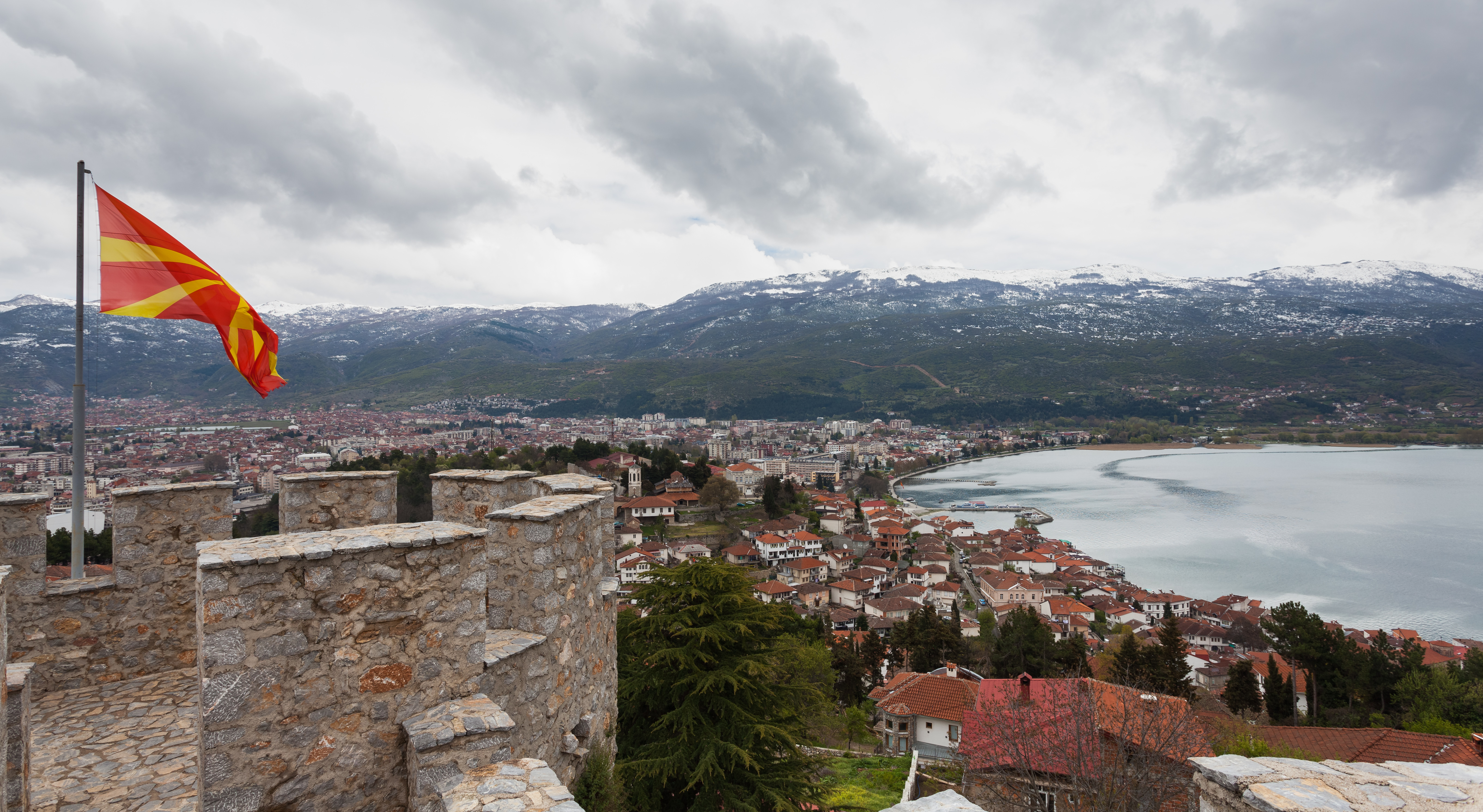
Bandiera macedone nella fortezza di Samuele
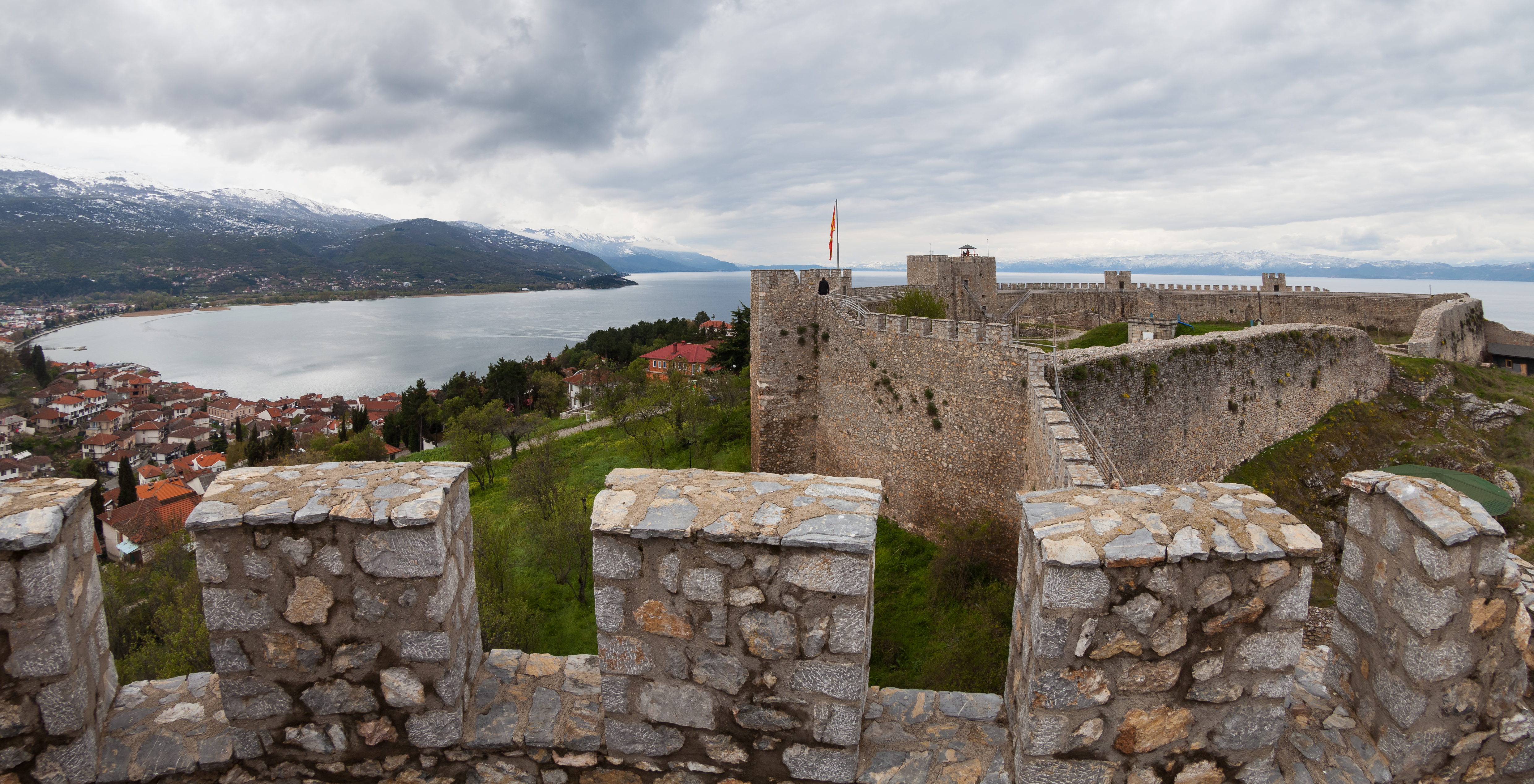
Vista sul lago di Ocrida dalla fortezza
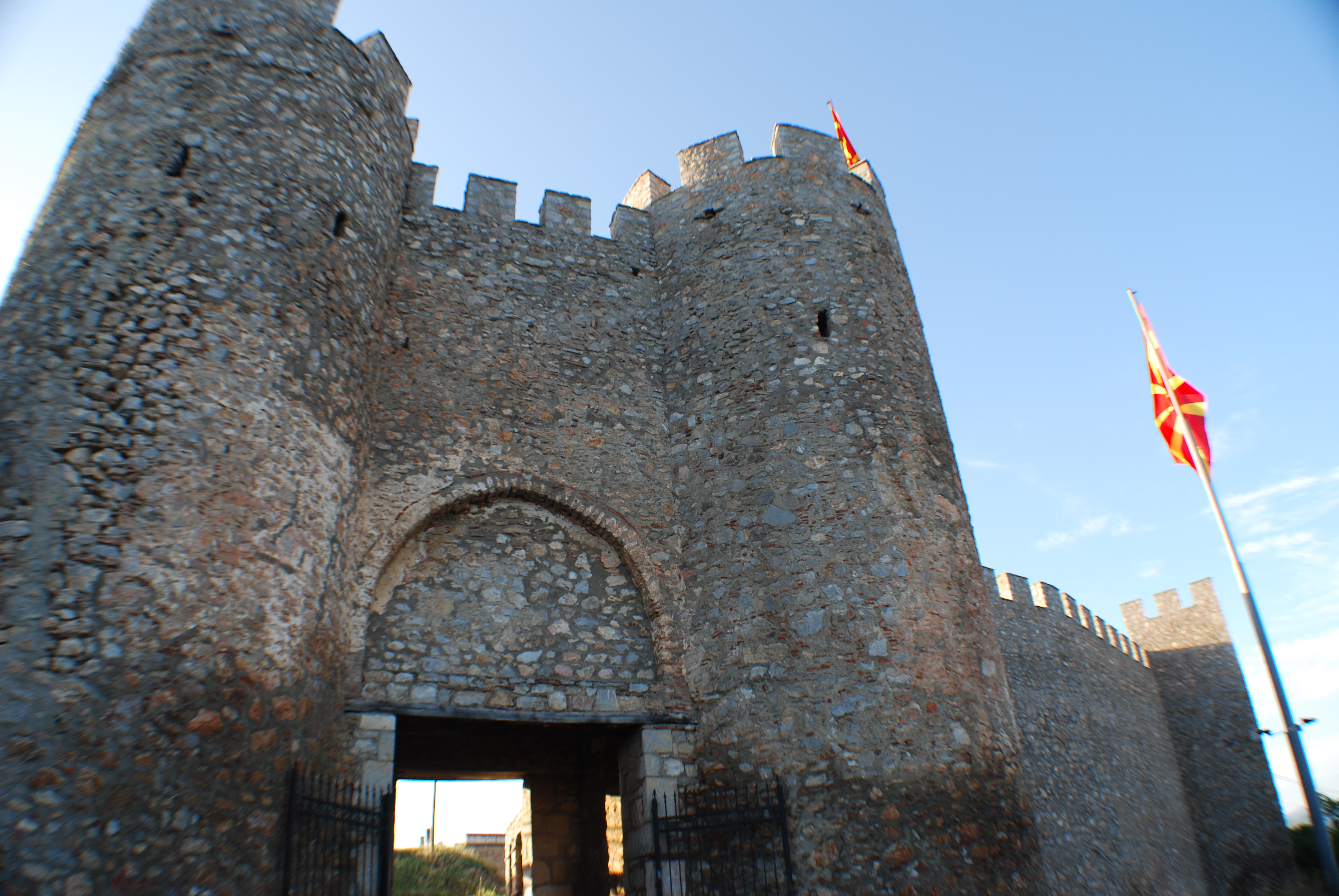
Porta d'ingresso alla fortezza
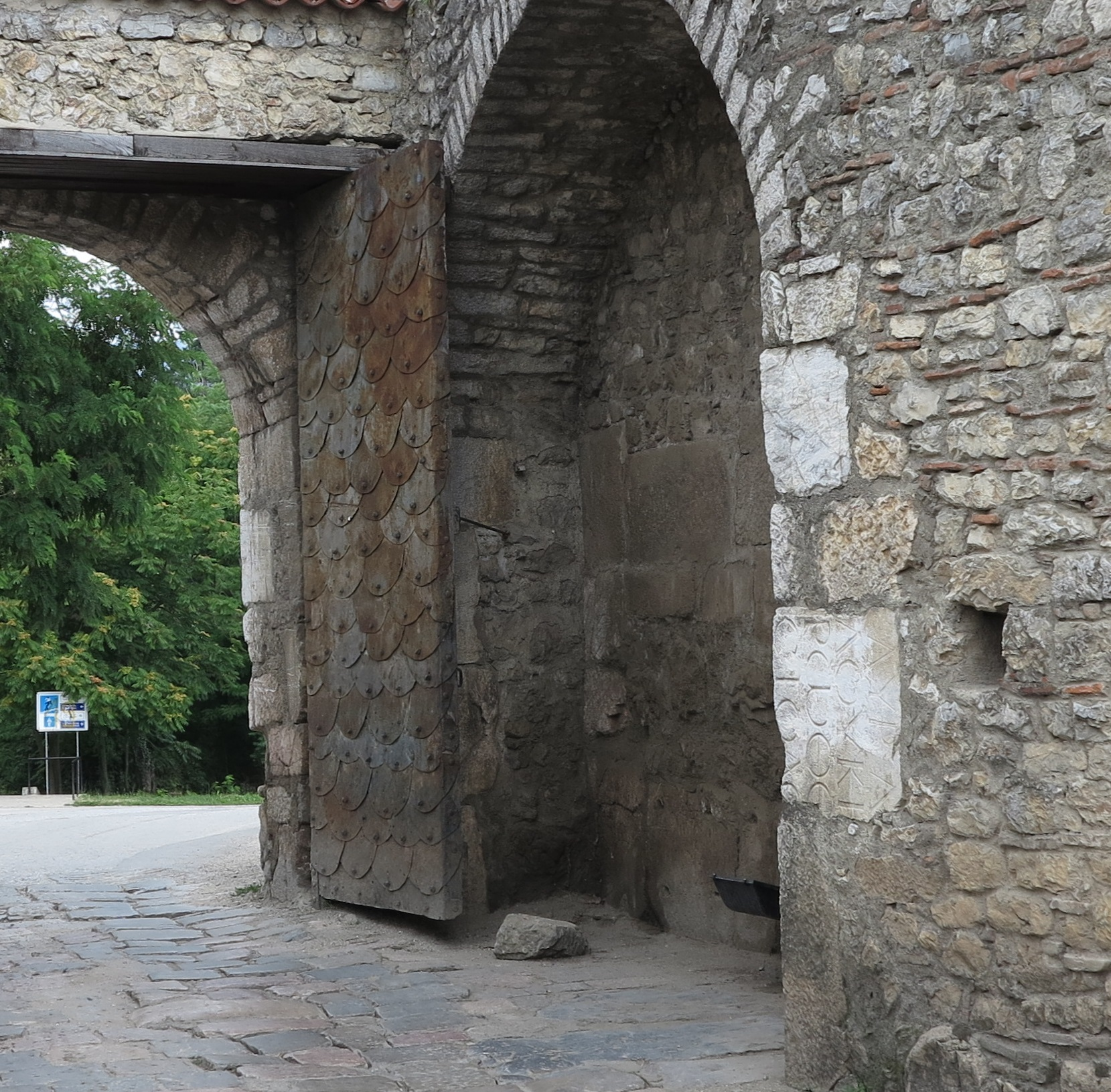
Pietre riciclate risalenti all'antichità utilizzate nella costruzione del cancello superiore. Una delle pietre ha un frammento di un'antica iscrizione greca
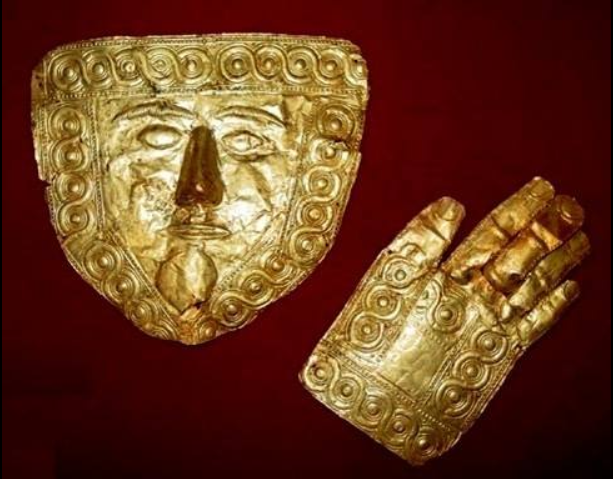
Antica maschera funeraria d'oro e la mano d'oro scoperta nell'area del palazzo